# Ouillon
Ouillon – miejscowość i gmina we Francji, w regionie Nowa Akwitania, w departamencie Pireneje Atlantyckie.
Według danych na rok 1990 gminę zamieszkiwało 309 osób, a gęstość zaludnienia wynosiła 48 osób/km² (wśród 2290 gmin Akwitanii Ouillon plasuje się na 871. miejscu pod względem liczby ludności, natomiast pod względem powierzchni na miejscu 1324.).